# 堀江亨
堀江 亨（ほりえ とおる、1999年〈平成11年〉5月18日 - ）は、日本のモデル、プロテニスプレイヤー。山喜所属。
岐阜県関市出身。日出高等学校卒業、その後アメリカの大学へ進学。

## 略歴
1999年〈平成11年〉5月18日生まれ、幼少期からテニスコーチである父親の影響でテニスを始め、小学校6年生で全国小学生テニス選手権大会を制覇するなど、数々のジュニア大会で優勝を果たす。
2016年の全仏オープンジュニアと全米オープンジュニアではミオミル・ケツマノビッチに敗戦している。
2017年の全米オープンジュニアでは、清水悠太と組んでダブルス決勝に進出し、敗れるも準優勝に輝く。また、ジュニア・デビスカップでは日本代表のメンバーとしてチームの世界4位に貢献した。 
その他全豪オープンジュニア シングルスでベスト4進出を果たし、ウィンブルドン・ジュニア選手権ではシングルスでベスト8に進出した。
これらの実績により、ジュニア時代から注目を集めていた。
その後はアメリカの大学に留学する一方で、テレビ番組『オオカミちゃん』シリーズに出演し、などで注目を集めている。卒業後はプロテニスプレイヤーとしてATPツアーでの活躍を目指し、モデル業との二刀流での活動を目指している。

## 戦績
- 2011年- 小学生テニス選手権　優勝[4]
- 2013年- 全日本ジュニア14歳以下　優勝
- 2013年- 世界スーパージュニア　1R
- 2014年- 中学生テニス選手権　優勝
- 2014年- 世界スーパージュニア　1R
- 2015年- 全日本ジュニア16歳以下　優勝
- 2015年- 世界スーパージュニア　3R
- 2015年- ジャパンオープンジュニア　優勝
- 2015年- オレンジボウル　3R
- 2016年- 全豪オープンジュニア　1R
- 2016年- ポルトアレグレジュニア　2R
- 2016年- 全仏オープンジュニア　1R
- 2016年- ウインブルドンジュニア　1R
- 2016年- 全日本ジュニア18歳以下　3R
- 2016年- 全米オープンジュニア　1R
- 2016年- 世界スーパージュニア　1R
- 2016年- ジャパンオープンジュニア　ベスト8
- 2016年- オレンジボウル　3R
- 2017年- 全豪オープンジュニア　1R
- 2017年- イタリアオープンジュニア　2R
- 2017年- ウインブルドンジュニア　1R
- 2017年- 全米オープンジュニア　1R
- 2023年- テニス日本リーグ　7位
- 2025年- テニス日本リーグ　7位
- 2025年- テニス日本リーグ　敢闘賞
- 2025年- 亜細亜大学国際ﾄｰﾅﾒﾝﾄ　ベスト16